# Kadokawa Sneaker Bunko
Kadokawa Sneaker Bunko (角川スニーカー文庫 Kadokawa Sunīkā Bunko?) es un sello editorial de novelas ligeras afiliado a la editorial japonesa Kadokawa Shoten, una subsidiaria de Kadokawa Corporation. Fue establecido en 1988 y está dirigido a un público masculino. Algunas novelas ligeras publicadas bajo este sello fueron serializadas en la revista de Kadokawa Shoten The Sneaker, que se publicó entre 1993 y 2011.

## Títulos publicados

### A
| Título                       | Autor           | Ilustrador     | N.º de volúmenes                              |
| ---------------------------- | --------------- | -------------- | --------------------------------------------- |
| Adam Head Dorothy            | Ao Jyumonji     | Suburi         | 3                                             |
| Andhaka no Kaizōgaku         | Ao Jyumonji     | Suburi         | 10                                            |
| Another                      | Yukito Ayatsuji | Noizi Ito      | 2 (reedición de la serie original de novelas) |
| Aru Zombie Shōjo no Nyuugaku | Ryō Ikehata     | Hagane Tsurugi | 2                                             |
| Aru Zombie Shōjo no Sainan   | Ryō Ikehata     | Hagane Tsurugi | 2                                             |

### B
| Título                 | Autor       | Ilustrador   | N.º de volúmenes |
| ---------------------- | ----------- | ------------ | ---------------- |
| Baketero               | Ao Jyumonji | Akemi Mikoto | 2                |
| Bakunetsu Tenshi X-Sun | Akira       | TNSK         | 2                |
| Bara no Maria          | Ao Jyumonji | BUNBUN       | 27               |
| Blood+                 | Ryo Ikehata | Chizu Hashii | 4                |

### C
| Título          | Autor             | Ilustrador       | N.º de volúmenes |
| --------------- | ----------------- | ---------------- | ---------------- |
| Canaan          | Tomonori Sugihara | Kanami Sekiguchi | 2                |
| Cross x Regalia | Makoto Sanda      | Yūgen            | 7                |

### D
| Título                                   | Autor          | Ilustrador  | N.º de volúmenes |
| ---------------------------------------- | -------------- | ----------- | ---------------- |
| Daimaō Jamako-san to Zen-jinrui-sō Yūsha | Katsumi Misaki | Yamasan     | 1                |
| Dantalian no Shoka                       | Gakuto Mikumo  | G-Yuusuke   | 8                |
| Dog Days                                 |                | Kiro Habane | 1                |

### E
| Título              | Autor             | Ilustrador       | N.º de volúmenes |
| ------------------- | ----------------- | ---------------- | ---------------- |
| Ebiten: Kitan Kitan | SCA-JI            | Kira Inugami     | 1                |
| Enkan Shōjo         | Satoshi Hase      | Miyū             | 13               |
| Eulen Spiegel       | Tow Ubukata       | Humikane Shimada | 1                |
| Eureka Seven        | Tomonori Sugihara | Robin Kishiwada  | 4                |

### F
| Título | Autor        | Ilustrador | N.º de volúmenes |
| ------ | ------------ | ---------- | ---------------- |
| FLCL   | Yōji Enokido |            | 3                |

### G
| Título | Autor          | Ilustrador       | N.º de volúmenes |
| ------ | -------------- | ---------------- | ---------------- |
| Gokudo | Usagi Nakamura | Takeru Kirishima | 13               |
| Goth   | Otsuichi       |                  | 1                |

### H
| Título                                      | Autor           | Ilustrador                                             | N.º de volúmenes |
| ------------------------------------------- | --------------- | ------------------------------------------------------ | ---------------- |
| Hoshi Furu Yoru ha Shachi wo Nagure         |                 | Eito Shimotsuki                                        | 1                |
| Hyōka                                       | Honobu Yonezawa | Otohiko Takano                                         | 2                |
| Hige wo Soru. Soshite Joshi Kōsei wo Hirou. | Shimesaba       | booota (volúmenes 1 al 3 y 5) Imaru Adachi (volumen 4) | 5                |

### I
| Título                          | Autor             | Ilustrador   | N.º de volúmenes |
| ------------------------------- | ----------------- | ------------ | ---------------- |
| Ikai no Gunshi no Kyūkoku Kitan | Masayuki Kataribe | Kagayo Myōjō | 1                |
| Invision World                  | Kurosuke Aikawa   | Kai          | 1                |

### K
| Título                                 | Autor                               | Ilustrador      | N.º de volúmenes           |
| -------------------------------------- | ----------------------------------- | --------------- | -------------------------- |
| Kamisama Game                          | Shū Miyazaki                        | Nanakusa        | 7 + 3 volúmenes de relatos |
| Kamisama Life                          |                                     | Sakura Miwabe   | 1                          |
| KanColle: To Aru Chinjufu no Ichinichi | Siidekei, Kazuyuki Takami, Bakagane | Koruri          | 1                          |
| Kiddy Girl-and                         | Hidefumi Kimura                     | Hidefumi Kimura | 2                          |
| Kiddy Grade Pr.                        | Tomohiko Aoki                       | Hidefumi Kimura | 2                          |
| Kiddy Grade                            | Tomohiko Aoki                       | Hidefumi Kimura | 3                          |
| Kimi ni Shika Kikoenai                 | Otsuichi                            | Miyako Hasumi   | 1                          |
| Koko kara Detakereba Koi Shiae!        | Touka Takei                         | Karei           | 4                          |
| Kono Subarashii Sekai ni Shukufuku o!  | Natsume Akatsuki                    | Kurone Mishima  | 4                          |
| Kōtei no Battle Throne!                | Yō Inoue                            | Gintarō         | 2                          |

### L
| Título                                                                         | Autor            | Ilustrador       | N.º de volúmenes |
| ------------------------------------------------------------------------------ | ---------------- | ---------------- | ---------------- |
| Last Magica no Dualism                                                         | Tsukasa Tsuchiya | Rein Kuwashima   | 1                |
| Light Novel wo Yomu no wa Tanoshii kedo, Kaitemiru to Motto Tanoshii kamo yo!? | Tomoaki Hayashi  | Ayumu Kasuga     | 1                |
| Lucky☆Star: Yuruyuru Days                                                      | Tōko Machida     | Yukiko Horiguchi | 1                |

### M
| Título                                         | Autor            | Ilustrador              | N.º de volúmenes |
| ---------------------------------------------- | ---------------- | ----------------------- | ---------------- |
| Macross Frontier                               | Ukyō Kodachi     | Risa Ebata, Hayato Aoki | 4                |
| Masō Gakuen HxH                                | Masamune Kuji    | Hisasi, Kurogin         | 2                |
| Maze                                           | Satoru Akahori   |                         | 13               |
| Mismarca Kōkoku Monogatari                     | Tomoaki Hayashi  | Tomozo                  | 12               |
| Mobile Fighter G Gundam                        | Yoshitake Suzuki |                         | 3                |
| Mobile Suit Gundam SEED                        | Riu Goto         |                         | 5                |
| Mondaiji-tachi ga Isekai Kara Kuru Sō Desu yo? | Tarō Tatsunoko   | Yū Amano                | 10               |
| Mushi-Uta                                      | Kyouhei Iwai     | Ruroo                   | 15               |
| Mushi-Uta bug                                  | Kyouhei Iwai     | Ruroo                   | 8                |

### O
| Título                                                                   | Autor           | Ilustrador  | N.º de volúmenes |
| ------------------------------------------------------------------------ | --------------- | ----------- | ---------------- |
| Ōoku no Sakura: Gendai Ōoku Jogakuin                                     | Akira           | Miyama-Zero | 6                |
| Ōoku no Sakura: Gendai Ōoku Jogakuin Honmaru                             | Akira           | Miyama-Zero | 1                |
| Ore no Kyōshitsu Haruhi ha Inai                                          | Teru Arai       | Kojikoji    | 3                |
| Ore no Nōnai Sentakushi ga, Gakuen Rabu Kome o Zenryoku de Jama Shiteiru | Takeru Kasukabe | Yukiwo      | 8                |
| O-ri-ga-mi                                                               | Tomoaki Hayashi | 2C-Galore   | 7                |

### P
| Título    | Autor       | Ilustrador    | N.º de volúmenes |
| --------- | ----------- | ------------- | ---------------- |
| Pockeloli | Touka Takei | Akane Ikegami | 2                |

### R
| Título                  | Autor            | Ilustrador                 | N.º de volúmenes |
| ----------------------- | ---------------- | -------------------------- | ---------------- |
| R-15                    | Hiroyuki Fushimi | Takuya Fujima              | 11               |
| RDG Red Data Girl       | Noriko Ogiwara   | Komako Sakai, Meru Kishida | 6                |
| Record of Lodoss War    | Ryo Mizuno       | Yutaka Izubuchi            | 7                |
| Reisen                  | Tomoaki Hayashi  | Yumehito Ueda              | 6                |
| Rental Magica           | Makoto Sanda     | pako                       | 22               |
| Reverse;End             | Ryōta Azuma      | Eihi                       | 1                |
| Ryū Matsue no Conductor | Katsuya Hayazuka | Isll                       | 2                |

### S
| Título                                                                      | Autor            | Ilustrador                     | N.º de volúmenes    |
| --------------------------------------------------------------------------- | ---------------- | ------------------------------ | ------------------- |
| Saihate no Kyūseishu                                                        | Kyohei Iwai      | Bō                             | 2                   |
| Sakurada Reset                                                              | Yutaka Kōno      | Yō Shiina                      | 7                   |
| Senryaku Kyoten 32098 Rakuen                                                | Satoshi Hase     | CHOCO                          | 1                   |
| Sentōin, Hakenshimasu!                                                      | Natsume Akatsuki | Kakao Lanthanum                | 5                   |
| Sentō Jōsai Masurawo                                                        | Tomoaki Hayashi  | Yumehito Ueda                  | 5                   |
| Shinmai Maō no Testament                                                    | Tetsuto Uesu     | Nekosuke Ōkuma                 | 11+2                |
| Shinwa-goroshi no Fake Master                                               | Tamazo Yanagi    | Ako Arisaka                    | 1                   |
| Shissō Holiday                                                              | Otsuichi         | Miyako Hasumi                  | 1                   |
| Shōkanshu wa Iede Neko                                                      | Kazuyuki Takami  | Yu                             | 3                   |
| Shūen Sekai no Rebellion                                                    | Ryuji Minokami   | Takuya Fujima                  | 3                   |
| Strike Witches: Otome no Maki                                               | Hidehisa Nanbō   | Hashigo Ueda, Humikane Shimada | 4                   |
| Sugar Dark                                                                  | Enji Arai        | mebae                          | 1                   |
| Suzumiya Haruhi series                                                      | Nagaru Tanigawa  | Noizi Ito                      | 11                  |
| Shuumatsu Nani Shitemasu ka? Isogashii Desu ka? Sukutte Moratte Ii Desu ka? | Akira Kureno     | Ue                             | 2(Hasta el momento) |
| Super Cub                                                                   | Tone Kōken       | Hiro                           | 8                   |

### T
| Título                       | Autor                        | Ilustrador       | N.º de volúmenes |
| ---------------------------- | ---------------------------- | ---------------- | ---------------- |
| Testament Spiegel            | Tow Ubukata                  | Humikane Shimada | 1                |
| Trinity Blood                | Sunao Yoshida, Kentaro Yasui | Thores Shibamoto | 12               |
| Tsurugi no Hime to Alderaban | Tomonori Sugihara            | Nidy-2D-         | 5                |

### V
| Título            | Autor           | Ilustrador  | N.º de volúmenes |
| ----------------- | --------------- | ----------- | ---------------- |
| Vandread          | Takeshi Mori    |             | 7                |
| Violence Magical! | Tomoaki Hayashi | Mikan Ehime | 3                |

### Y
| Título                                      | Autor | Ilustrador | N.º de volúmenes |
| ------------------------------------------- | ----- | ---------- | ---------------- |
| Yakuzaishi Kyōkai no Chikensha Boshū An'nai |       | Mijin Kōka | 2                |

### Z
| Título                 | Autor        | Ilustrador | N.º de volúmenes |
| ---------------------- | ------------ | ---------- | ---------------- |
| Zanma Taisei Demonbane | Jin Haganeya |            | 6                |